# Gheorghe Ier Ghica
Pour les articles homonymes, voir Ghica.
Gheorghe Ier Ghica (ou Ghika) (Vélès, 3 mars 1600 - Constantinople, 2 novembre 1664) est prince de Moldavie de 1658 à 1659 puis prince de Valachie de 1659 à 1660. La monarchie était élective dans les principautés roumaines de Moldavie et de Valachie, comme en Transylvanie et en Pologne voisines : le prince (voïvode, hospodar ou domnitor selon les époques et les sources) était élu par (et souvent parmi) les boyards : pour être nommé, régner et se maintenir, il s'appuyait sur les partis de boyards et fréquemment sur les puissances voisines, habsbourgeoise, polonaise, russe et surtout ottomane, car jusqu'en 1859 les deux principautés sont vassales de la « Sublime Porte » ottomane dont elles étaient tributaires.

## Biographie
Gheorghe Ier Ghica est le fils de Matei Ghica (parfois écrit Ghyka ou Ghika) d'origine albanaise. Après avoir été prince de Moldavie de 1658 à 1659, il est nommé prince de Valachie le 20 novembre 1659 en remplacement de Mihnea III du fait des excellentes relations qu'il entretient avec le grand vizir Mehmet Köprülü lui-même d'origine albanaise. S'étant trouvé dans l'impossibilité de rassembler le tribut dû aux Ottomans au bout de sa première année de règne, il est destitué le 1er septembre 1660. Déjà âgé, il avait associé aux affaires son fils Grigore. Ce dernier lui succède avec l'assentiment du postelnic Constantin Cantacuzino.

## Note
1. ↑  Le candidat au trône devait ensuite « amortir » ses « investissements » par sa part sur les taxes et impôts, verser en outre le tribut aux Ottomans, et s'enrichir néanmoins. Pour cela, un règne d'au moins un an était nécessaire, mais la « concurrence » était rude, certains souverains ne parvenaient pas à se maintenir assez longtemps sur le trône, et devaient ré-essayer. Cela explique la brièveté de beaucoup de règnes, les règnes interrompus et repris, et parfois les règnes à plusieurs (co-princes). En fait, le gouvernement était assuré par le Mare Vornic (premier ministre), ses ministres (spatar-armée, vistiernic-finances, paharnic-économie, logofat-intérieur... approximativement) et par le Sfat domnesc (conseil des boyards).
Concernant le tribut aux Turcs, la vassalité des principautés roumaines envers l'Empire ottoman ne signifie pas, comme le montrent par erreur beaucoup de cartes historiques, qu'elles soient devenues des provinces turques et des pays musulmans. Seuls certains territoires moldaves et valaques sont devenus ottomans : en 1422 la Dobrogée au sud des bouches du Danube, en 1484 la Bessarabie alors dénommée Boudjak, au nord des bouches du Danube (ce nom ne désignait alors que les rives du Danube et de la mer Noire), en 1538 les rayas de Brăila alors dénommée Ibrahil et de Tighina alors dénommée Bender, et en 1713 la raya de Hotin. Le reste des principautés de Valachie et Moldavie (y compris la Moldavie entre Dniestr et Prut qui sera appelée Bessarabie en 1812, lors de l'annexion russe) ont conservé leurs propres lois, leur religion orthodoxe, leurs boyards, princes, ministres, armées et autonomie politique (au point de se dresser plus d'une fois contre le Sultan ottoman). Les erreurs cartographiques et historiques sont dues à l'ignorance ou à des simplifications réductrices. Voir Gilles Veinstein et Mihnea Berindei : L'Empire ottoman et les pays roumains, EHESS, Paris, 1987.